# Amusodes albifrons
Amusodes albifrons är en insektsart som beskrevs av Morgan Hebard 1928. Amusodes albifrons ingår i släktet Amusodes och familjen syrsor. Inga underarter finns listade i Catalogue of Life.